# Bernd Wilz

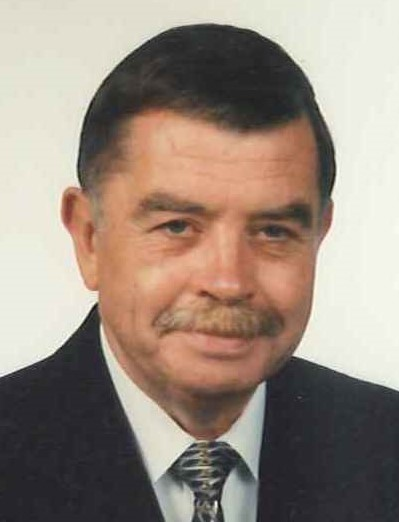
Foto von Bernd Wilz (2009)

Bernd Wilz (* 13. Dezember 1942 in Meerane) ist ein deutscher Politiker (CDU).
Er war von 1992 bis 1998 Parlamentarischer Staatssekretär beim Bundesminister der Verteidigung.

## Ausbildung und Beruf
Nach dem Abitur 1963 leistete Wilz zunächst bis 1965 seinen Wehrdienst beim Panzerartillerielehrbataillon 51 Idar-Oberstein ab und durchlief auch die Ausbildung zum Reserveoffizier (letzter Dienstgrad: Oberst d. R.). Anschließend absolvierte er ein Studium der Rechtswissenschaft in Münster und Köln, welches er 1970 mit dem ersten juristischen Staatsexamen beendete. Nach dem Referendariat legte er 1974 auch das zweite Staatsexamen ab und ist seitdem als Rechtsanwalt zugelassen. Von 1974 bis 1992 war Wilz wissenschaftlicher Mitarbeiter des Landesausschusses Chemie Nordrhein-Westfalen e. V.
Bernd Wilz ist verheiratet und hat eine Tochter.

## Partei
Seit 1965 ist Wilz Mitglied der CDU. Von 1974 bis 1983 war er Vorsitzender des CDU-Kreisverbandes Solingen (seit 1998 Ehrenvorsitzender) und von 1987 bis 1999 auch stellvertretender Vorsitzender des CDU-Bezirksverbandes Bergisches Land. 1980 bis 1987 war Wilz stellvertretender Landesvorsitzender der Ost- und Mitteldeutschen Vereinigung (OMV) der CDU Rheinland, von 1985 bis 1991 Mitglied des OMV-Bundesvorstandes und von 1989 bis 1991 stellvertretender Bundesvorsitzender der OMV. Von 1976 bis 1990 gehörte er außerdem dem Landesvorstand des Evangelischen Arbeitskreises der CDU in Nordrhein-Westfalen an.

## Abgeordneter
Von 1979 bis 1983 gehörte Wilz dem Rat der Stadt Solingen an und war von 1975 bis 1983 auch Mitglied des Landtages von Nordrhein-Westfalen.
Von 1983 bis 1998 und war Wilz Mitglied des Deutschen Bundestages. Hier war er von 1989 bis 1992 Vorsitzender der Arbeitsgruppe Verteidigung der CDU/CSU-Bundestagsfraktion. Am 5. Juni 2000 rückte Wilz für den ausgeschiedenen Abgeordneten Jürgen Rüttgers in den Bundestag nach, dem er bis zum Ende der Legislaturperiode 2002 angehörte.
Bernd Wilz ist 1994 und 2000 über die Landesliste der CDU Nordrhein-Westfalen und davor stets als direkt gewählter Abgeordneter des Wahlkreises Solingen – Remscheid in den Bundestag eingezogen.

## Öffentliche Ämter
Am 8. April 1992 wurde Wilz als Parlamentarischer Staatssekretär beim Bundesminister der Verteidigung in die von Bundeskanzler Helmut Kohl geführte Bundesregierung berufen. Nach der Bundestagswahl 1998 schied er am 26. Oktober 1998 aus dem Amt.

## Gesellschaftliches Engagement
Von 1978 bis 1983 war Wilz Präsident des Fußballvereins SG Union Solingen 1897 e. V. (später Ehrenpräsident) und von 1986 bis 1992 Präsident des Bundes der Mitteldeutschen; seit 1992 ist er dessen Ehrenpräsident. Von 1992 bis 2000 war Wilz Vorsitzender der gemeinnützigen Einrichtung „Bundeswehr hilft Kindern in der 3. Welt e. V.“ (seit 2003 Ehrenmitglied).

## Auszeichnungen
- 1983: Bundesverdienstkreuz am Bande
- 1990: Bundesverdienstkreuz I. Klasse
- 1993: Mittelkreuz des Verdienstordens der Republik Ungarn
- 1995: Komturkreuz (Commandeur) des Ordre national du Lion (Senegal)
- 1997: Großes Bundesverdienstkreuz[9]
- 1998: Ehrenkommandeur der deutschen Artillerie
- 2012: Ehrenring der Stadt Solingen[10]

## Kabinette
- Kabinett Kohl IV – Kabinett Kohl V